# 约翰·科斯特利茨

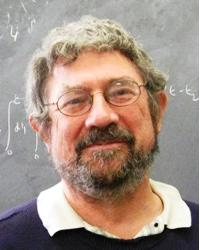
布朗大學的科斯特利茨官方照片

约翰·科斯特利茨，FRS（英語：John Kosterlitz，1943年6月22日—），英裔美國凝聚体物理学家，现任布朗大学物理学教授。他与戴维·索利斯以及邓肯·霍尔丹因“在物质的拓扑相变和拓扑相领域的理论性发现”获得2016年的诺贝尔物理学奖。科斯特利茨生在一个德国犹太人移民家庭，父亲是生物化学家汉斯·瓦尔特·科斯特利茨。他在剑桥大学冈维尔与凯斯学院获得学士及硕士学位，而后在牛津大學布雷齊諾斯學院获得博士学位。在伯明翰大学以及康奈尔大学等校担任博士后研究员后，1974年，科斯特利茨成为伯明翰大学的教员。1982年，他成为布朗大学的物理学教授。科斯特利茨目前是芬兰阿尔托大学的访问学者。
科斯特利茨的研究领域包括凝聚体物理学，一维及二维系统物理学，相变理论中的随机系统问题、电子局域化问题及自旋玻璃问题，临界动力学中的熔化以及凝固过程。
科斯特利茨所获荣誉包括英国皇家学会会士及美国物理学会会员及美国国家科学院院士。同时，他还曾获得英国物理学会颁发的麦克斯韦奖章和奖金（1981）、美国物理学会颁发的拉斯·昂萨格奖（2000）以及诺贝尔物理学奖（2016）。